# Arcidiocesi di Portoviejo
L'arcidiocesi di Portoviejo (in latino Archidioecesis Portus Veteris) è una sede metropolitana della Chiesa cattolica in Ecuador. Nel 2021 contava 1.335.770 battezzati su 1.571.500 abitanti. È retta dall'arcivescovo Eduardo José Castillo Pino.

## Territorio
L'arcidiocesi comprende la provincia ecuadoriana di Manabí.
Sede arcivescovile è la città di Portoviejo, dove si trova la cattedrale di Gesù Buon Pastore.
Il territorio è suddiviso in 90 parrocchie.

## Storia
La diocesi di Portoviejo fu eretta il 23 marzo 1870 con la bolla Multiplices inter di papa Pio IX, ricavandone il territorio dall'arcidiocesi di Quito e dalla diocesi di Guayaquil (oggi arcidiocesi). Originariamente era suffraganea dell'arcidiocesi di Quito. L'allora delegato apostolico Serafino Vannutelli, arcivescovo titolare di Nicea, ricevette da Pio IX il mandato di portare a termine l'erezione della nuova arcidiocesi.
Gli esordi della nuova diocesi furono molto difficili. Il primo vescovo Luis Tola y Avilés ebbe gravi problemi di salute e restò alla guida effettiva della diocesi soltanto per pochi giorni. Nel 1875 presentò una prima rinuncia, ma nel 1878 papa Pio IX lo autorizzò a dirigere la diocesi dalla sua dimora di Guayaquil e a tenere funzioni pontificali nella sua cappella privata. La diocesi restava affidata al suo vicario generale. Si trattava di fronteggiare una situazione pastorale disastrosa: la popolazione non si dava cura dei precetti cristiani, erano diffusi la superstizione e lo spiritismo, la morale era inaccettabile, mancavano chiese, scuole e collegi. Tuttavia, eresse la cattedrale ed istituì il collegio conciliare san Luigi Gonzaga. Luis Tola y Avilés rinunciò una seconda volta nel 1881 e le sue dimissioni furono allora accettate.
Il successore Pedro Schumacher nel 1885 trovò una diocesi ancora priva di seminario, senza nessuna presenza di ordini religiosi e con solo sette sacerdoti diocesani che dovevano provvedere a 24 parrocchie. Si lanciò quindi in un'opera immensa di sviluppo della diocesi, istituì due seminari e invitò ordini religiosi dall'Europa e dagli Stati Uniti per porre fine alla cronica mancanza di un clero debitamente formato.
La successiva rivoluzione liberale spazzò via tutto quanto il vescovo Schumacher era riuscito faticosamente a costruire: i seminari furono demoliti dalle fondamenta, i collegi riconvertiti in scuole statali, le chiese distrutte. Gli ordini religiosi furono espulsi dal paese e lo stesso vescovo, che apparteneva alla Congregazione della Missione, fu costretto all'esilio in Colombia.
I soprusi del governo giunsero a sopprimere per legge la diocesi, senza produrre però nessun effetto canonico. Dopo la morte del vescovo Schumacher fu nominato un amministratore apostolico, che però era anziano e sordomuto e senza alcuna rendita per le confische subite. La vastissima diocesi contava appena quattro sacerdoti. Nel 1907 quando fu eletto vescovo Juan María Riera si sarebbe dovuto ripartire dal nulla per rifondare la diocesi. Neanche questo fu possibile, perché il vescovo, per il veto del governo, dovette accontentarsi di guidare la diocesi da Quito, senza potervi risiedere. Quattro anni dopo fu trasferito alla diocesi di Guayaquil. Si aprì quindi una lunga sede vacante, che terminerà soltanto nel 1947.
Il 14 dicembre 1945 la diocesi cedette una porzione del suo territorio a vantaggio dell'erezione della prefettura apostolica di Esmeraldas (oggi vicariato apostolico).
Il 22 gennaio 1956 entrò a far parte della nuova provincia ecclesiastica dell'arcidiocesi di Guayaquil.
Il 25 febbraio 1994 è stata elevata al rango di arcidiocesi metropolitana in forza della bolla Maiori spirituali di papa Giovanni Paolo II.
A causa del terremoto del 2016 l'arcidiocesi ha subito notevoli danni, la stessa cattedrale ha subito danni strutturali.

## Cronotassi dei vescovi
Si omettono i periodi di sede vacante non superiori ai 2 anni o non storicamente accertati.
- Luis Tola y Avilés † (6 marzo 1871 - luglio 1884 dimesso)
- Pedro Schumacher, C.M. † (27 marzo 1885 - 15 luglio 1900 deceduto)
  - Sede vacante (1900-1907)
- Juan María Riera, O.P. † (5 dicembre 1907 - 19 gennaio 1912 nominato vescovo di Guayaquil)
  - Sede vacante (1912-1947)
- Nicanor Carlos Gavilanes Chamorro[3][4] † (29 maggio 1947 - 17 febbraio 1967 ritirato)
- Luis Alfredo Carvajal Rosales † (17 febbraio 1967 succeduto - 6 agosto 1989 ritirato)
- José Mario Ruiz Navas † (6 agosto 1989 - 6 agosto 2007 ritirato)
- Lorenzo Voltolini Esti (6 agosto 2007 - 14 settembre 2018 dimesso)
- Eduardo José Castillo Pino, dal 2 ottobre 2019[5]

## Statistiche
L'arcidiocesi nel 2021 su una popolazione di 1.571.500 persone contava 1.335.770 battezzati, corrispondenti all'85,0% del totale.
| anno | popolazione | popolazione | popolazione | presbiteri | presbiteri | presbiteri | presbiteri                | diaconi | religiosi | religiosi | parrocchie |
| anno | battezzati  | totale      | %           | numero     | secolari   | regolari   | battezzati per presbitero | diaconi | uomini    | donne     | parrocchie |
| ---- | ----------- | ----------- | ----------- | ---------- | ---------- | ---------- | ------------------------- | ------- | --------- | --------- | ---------- |
| 1950 | 300.000     | 384.000     | 78,1        | 31         | 13         | 18         | 9.677                     |         | 8         | 15        | 43         |
| 1965 | 600.000     | 620.000     | 96,8        | 62         | 29         | 33         | 9.677                     |         | 34        | 80        | 32         |
| 1968 | ?           | 768.512     | ?           | 73         | 32         | 41         | ?                         |         | 60        | 155       | 34         |
| 1975 | 820.000     | 880.000     | 93,2        | 57         | 23         | 34         | 14.385                    | 4       | 42        | 165       | 42         |
| 1976 | 800.000     | 868.615     | 92,1        | 63         | 29         | 34         | 12.698                    | 1       | 35        | 135       | 42         |
| 1990 | 1.100.000   | 1.200.000   | 91,7        | 82         | 36         | 46         | 13.414                    | 1       | 54        | 175       | 52         |
| 1999 | 1.100.000   | 1.200.000   | 91,7        | 100        | 55         | 45         | 11.000                    |         | 49        | 242       | 70         |
| 2000 | 1.100.000   | 1.200.000   | 91,7        | 73         | 27         | 46         | 15.068                    |         | 54        | 252       | 27         |
| 2001 | 1.100.000   | 1.200.000   | 91,7        | 115        | 76         | 39         | 9.565                     |         | 46        | 254       | 73         |
| 2002 | 1.100.000   | 1.200.000   | 91,7        | 105        | 61         | 44         | 10.476                    |         | 50        | 269       | 73         |
| 2003 | 1.104.275   | 1.180.375   | 93,6        | 114        | 69         | 45         | 9.686                     |         | 58        | 251       | 76         |
| 2004 | 1.091.143   | 1.186.025   | 92,0        | 116        | 70         | 46         | 9.406                     |         | 60        | 276       | 78         |
| 2013 | 1.328.235   | 1.400.896   | 94,8        | 127        | 82         | 45         | 10.458                    |         | 59        | 254       | 89         |
| 2016 | 1.346.730   | 1.496.366   | 90,0        | 128        | 85         | 43         | 10.521                    |         | 54        | 241       | 89         |
| 2019 | 1.408.350   | 1.537.090   | 91,6        | 119        | 68         | 51         | 11.834                    |         | 61        | 205       | 89         |
| 2021 | 1.335.770   | 1.571.500   | 85,0        | 128        | 80         | 48         | 10.435                    |         | 56        | 203       | 90         |